# (9154) Kolʹtsovo
(9154) Kolʹtsovo est un astéroïde de la ceinture principale.

## Description
(9154) Kolʹtsovo est un astéroïde de la ceinture principale. Il fut découvert le 16 septembre 1982 à Nauchnyj par Lioudmila Tchernykh. Il présente une orbite caractérisée par un demi-grand axe de 3,01 UA, une excentricité de 0,11 et une inclinaison de 10,3° par rapport à l'écliptique.

## Compléments